# NetWare
NetWare je již nevyvíjená řada síťových operačních systémů firmy Novell.

## Historie

### Rané verze
V roce 1985 byl uveden první komerční síťový operační systém, NetWare 1.2. Využíval chráněný režim procesoru Intel 80286, tehdejší žhavé novinky. Obsahoval víceúlohové zpracování, řízení přístupu k adresářům pomocí systému přístupových práv či integrovaný databázový systém Btrieve. O rok později vznikl systém NetWare 2.0, který díky výše uvedené podpoře chráněného režimu mohl využívat více než 640 KB paměti. Umožňoval připojení až čtyř sítí najednou.

### Verze 2.x
V roce 1987 byl uveden SFT NetWare, který nabízel zvýšené bezpečnostní záruky, jako např. zrcadlení disků, systém provádění transakcí (TTS), účtovací systém a možnost spouštění modulů VAP. Koncem roku 1988 byla tato verze vylepšena a pod označením NetWare 2.15 prodávána.
Všechny verze 2.x byly distribuovány ve čtyřech variantách. Ty se lišily počtem uživatelů, rozsahem poskytovaných služeb a samozřejmě cenou. ELS NetWare Level I byl pro čtyři uživatele, ELS NetWare Level II pro 8 uživatelů, velice úspěšný a u nás široce rozšířený NetWare 2.15 Advanced pro 100 uživatelů a SFT NetWare pro tehdy značný počet až 250 současně pracujících uživatelů.
Poslední verze této řady nesla označení NetWare 2.20 a na trh byla uvedena v roce 1991. Poskytovala stejné služby a lišila se pouze počtem souběžně připojených uživatelů. Tato verze byla uvedena až po NetWare 3.0. NetWare 2.20 byl expedován až do roku 1994.
Ve své době představoval NetWare 2.x revoluční 16bitový síťový operační systém. Bylo jej možné provozovat i na nevyhrazené pracovní stanici. Přeložené jádro se vešlo na jednu 3.5" disketu (instalace samotná probíhala z několika desítek disket nebo jiného už nainstalovaného serveru) a systém jako takový neměl i při své výkonnosti přemrštěné požadavky.

### Verze 3.x
První verze nové řady, NetWare 3.0, spatřila světlo světa v roce 1989. Byla to robustní, plně 32bitová aplikace, která přinesla vyšší výkon a stabilitu. Zastaralé VAP moduly nahradila nová koncepce spouštění aplikací – NLM. Poprvé tak bylo možné za chodu serveru instalovat či odinstalovat běžící moduly. Byla zvětšena schopnost adresace velkých disků, přidána možnost komunikace s UNIXy a Macintoshi a zavedeno rozhraní ODI. Rovněž přibyla podpora protokolu TCP/IP.
Nejvíce se používala především verze NetWare 3.11 z roku 1991. Ta podporovala souborové a tiskové služby systémů DOS, UNIX, OS/2 a Macintosh. NetWare 3.11 byl velmi populární i po uvedení nové generace, NetWare 4.0, která znamenala radikální průlom do tehdejších síťových koncepcí. Zpočátku však řada 4.0x, která byla uvedena krátce před verzí 3.11, trpěla mnoha chybami a na svou dobu velkými systémovými nároky, proto se prosazovala velmi pomalu a prakticky začala být hojněji nasazována až po uvedení verze 4.10 v roce 1995. NetWare 3.11 byl úspěšně několik let prodáván souběžně s řadou 4.0x a byl i dobře podporován, proto se dočkal znovuvydání ve verzi 3.12, která obsahovala kompletní NetWare 3.11 spolu se všemi záplatami a novým modulárním VLM klientem pro DOS, s nímž se přešlo na ethernetové pakety 802.2 pro obě generace systému NetWare. Všechny záplaty, nástroje a klienti VLM byly dostupné i pro NetWare 3.11, proto nebylo třeba upgradu mezi oběma posledními verzemi řady 3.

### Verze 4.x
Verze 4 změnila pohled na síť jako takovou. Zatímco všechny předchozí varianty posuzovaly síť podle modelu server+stanice+uživatelé, NetWare 4.x pohlíží na síť jako na celek složený z objektů. To, zda se jedná o server, stanici, uživatele, profil, skupinu či tiskárnu je už jen vlastnost těchto objektů. NetWare 4.0 byla uvedena v roce 1991.
Základem se stala NDS – NetWare Directory System, posléze přejmenovaný na Novell Directory Services. Jedná se o stromovou strukturu objektů popisující schéma sítě. Každý objekt má své vlastnosti, ke každému objektu mohou být přiřazena práva objektu jiného, a každý objekt může mít práva k jinému. NDS tak nahradila doposud používanou systémovou databázi Bindery. Základními charakteristickými vlastnostmi NDS jsou hierarchičnost (umisťování objektů do výše zmíněného stromu), globálnost (databáze je uplatněna vůči síti jako celku, nikoliv vůči serverům (které ale mají významné postavení) a distributivnost (části databáze jsou uloženy na více místech současně a tím zvyšují bezpečnost sítě).
Mezi hlavní plus tohoto systému patří grafické utility pro Windows, redukce přebujelé příkazové sady, a nativní podpora 32bitového systému OS/2 Warp od IBM spolu s Mac OS X Applu či Microsoft Windows a DOS) na straně klienta. V rychlém sledu byly uvedeny verze 4.01 a 4.02. Uvedení NetWare 4.1 v roce 1994 odstranilo řadu nedostatků předchozích až příliš revolučních verzí a byl zdarma poskytnut všem zákazníkům jakékoli předchozí verze řady 4.0x. Ve srovnání se svými předchůdci nabízel snadnější instalaci i správu, zabezpečení dat na úrovni SFT III, podporu pro víceprocesorové servery a výhodnější cenovou politiku pro konečné uživatele. Málo známou novinkou byla i možnost virtuálního spouštění systému NetWare nad OS/2 Warp, dříve prodávaný jako samostatný produkt NetWare for OS/2, který umožňoval souběžný provoz obou 32bitových systémů na serveru namísto běžného vyhrazeného režimu serveru s využitím DOSu jako zavaděče. Byla to jedna z prvních softwarových virtualizací na platformě PC.
Další úspěšnou verzí se stal NetWare 4.11, který dostal pojmenování IntranetWare. A rozšířil předchozí verzi 4.10 o řadu služeb jako HTTP, FTP, DHCP apod. pro rozšíření sítě na bázi protokolu TCP/IP (intranetu) nad systémem NetWare. Právě zde byla přejmenována také NDS (NetWare Directory Services) na Novell Directory Services a později v dalších verzích na eDirectory. Novell se rozhodl, že NDS by se měla stát otevřeným standardem a zahájil její portaci na systémy UNIX a Windows NT. Zahrnut byl rovněž víceprotokolový směrovač MultiProtocol Router, jehož součástí byla např. brána IPX/IP Gateway.

### Další vývoj
Řada 5 a 6 systému NetWare dokončila trend přechodu do prostředí TCP/IP mj. i pro souborové a tiskové služby a nezávislost na nativním proprietárním klientu NCP, který je možné nadále používat volitelně s CIFS a AFP. Sítě postavené na systému NetWare jsou velmi otevřené (heterogenní) a jejich základem je stále adresářová databáze NDS/eDirectory.
Na konci první dekády 21. století se platforma Novell NetWare se stále více přibližovala Unixu, pro nějž existoval port většiny jeho služeb. To souvisí s akvizicí SuSE Linuxu, kterou Novell provedl. Vývoj systému NetWare byl ukončen verzí 6.5 SP8, vydanou v květnu 2009.